# Lae
Lae (deutsch ehemals Lehe) ist die zweitgrößte Stadt in Papua-Neuguinea und die Hauptstadt der Provinz Morobe an der Nordküste des Landes. Sie hat 148.934 Einwohner (Stand 2011) und liegt am Huongolf, der reich an Korallenriffen ist. Eine halbe Autostunde außerhalb der Stadt liegt Laes Flughafen Nadzab, der von einigen internationalen Fluggesellschaften angeflogen wird.
|                       | Jan   | Feb   | Mär   | Apr   | Mai   | Jun   | Jul   | Aug   | Sep   | Okt   | Nov   | Dez   |   |         |
| Mittl. Tagesmax. (°C) | 31,5  | 31,5  | 31,0  | 30,5  | 29,8  | 28,8  | 28,1  | 28,0  | 28,7  | 29,6  | 30,5  | 31,1  | ⌀ | 29,9    |
| Mittl. Tagesmin. (°C) | 24,3  | 24,2  | 24,2  | 23,9  | 23,6  | 23,0  | 22,4  | 22,3  | 22,6  | 23,2  | 23,7  | 23,9  | ⌀ | 23,4    |
|                       |       |       |       |       |       |       |       |       |       |       |       |       |   |         |
| Niederschlag (mm)     | 241,6 | 239,9 | 281,1 | 347,4 | 348,9 | 502,8 | 477,9 | 516,9 | 360,9 | 442,4 | 334,9 | 338,2 | Σ | 4.432,9 |
|                       |       |       |       |       |       |       |       |       |       |       |       |       |   |         |
| Regentage (d)         | 16    | 17    | 18    | 21    | 21    | 21    | 24    | 24    | 22    | 22    | 21    | 19    | Σ | 246     |

| 24,3 |

| 24,2 |

| 24,2 |

| 23,9 |

| 23,6 |

| 23,0 |

| 22,4 |

| 22,3 |

| 22,6 |

| 23,2 |

| 23,7 |

| 23,9 |

| 24,3 |

| 24,2 |

| 24,2 |

| 23,9 |

| 23,6 |

| 23,0 |

| 22,4 |

| 22,3 |

| 22,6 |

| 23,2 |

| 23,7 |

| 23,9 |

## Geschichte
Vom Ende des 19. Jahrhunderts bis zum Ersten Weltkrieg gehörte das Gebiet des heutigen Laes zur deutschen Kolonie Kaiser-Wilhelms-Land.
Lae wurde erst in den 1920er Jahren gegründet, als man einen geeigneten Ort für eine Start- und Landebahn im neuentdeckten Gold-Gebiet von Wau suchte und bei der deutschen Lehe-Missionsstation am Huongolf fündig wurde. Die Stadt wurde in Lae umbenannt. 1935 war Lae mit über 100 meist männlichen Europäern nur eines der kleineren Zentren Papua-Neuguineas. Die meisten der Bewohner waren zu diesem Zeitpunkt Angestellte diverser Fluggesellschaften, u. a. der Guinea Airways, über die die Versorgung der Goldfelder geregelt wurde.
Am 2. Juli 1937 legte die US-amerikanische Flugpionierin Amelia Earhart in Lae ihren letzten Zwischenstopp ein, bevor sie auf dem Weiterflug verschollen blieb.
Nach den Zerstörungen durch schwere Kämpfe im Pazifikkrieg während des Zweiten Weltkriegs wurde die Stadt um den alten, heute nicht mehr genutzten Flughafen herum mit weit verstreuten Fabrik- und Bürogebäuden neu geplant. Neben dem wichtigen Industrie-Zentrum gibt es großzügige Parks, Gärten, Hotelclubs und Golfplätze. Berühmt ist der Botanische Garten, der etwa 100 Hektar umfasst und die gesamte reichhaltige Flora Neuguineas vorstellt.
1968 wurde Lae Sitz des Papua New Guinea Institute of Higher Technical Education, einer Vorläufereinrichtung der 1973 hier gegründeten Papua New Guinea University of Technology.

## Bevölkerung
Die Nachkommen der Bewohner Laes zur Zeit der Ankunft der ersten Europäer wohnen heute in den fünf Siedlungen Butibam und Ahi-Hengali am Ost-Ufer des Bumbu-Flusses und am nächsten zur Stadt. Nördlich von Lae befindet sich das Dorf Kamkumun und östlich Wagan und Yanga.
Die ursprüngliche Einwohner Laes kommen vermutlich aus der weiter östlich gelegenen Bukawa (Bukaua)-Gegend, in der Kawa gesprochen wird. Später kamen aus ihrer Heimat vertriebene Ahis dazu.
Heute leben zahlreiche Binnenmigranten in Lae und den Außenbezirken, überwiegend in squatter settlements (dt. Squatter-Siedlungen). Die Ansiedlung erfolgt teils mit, teils ohne Einwilligung der Eigentümer. Ein Großteil der Arbeitskräfte der Stadt wohnt in solchen Siedlungen, die nur teilweise mit öffentlicher Infrastruktur versehen sind. Innerhalb der Siedlungen existiert nur ein marginales Straßen-, Strom- und Gesundheitsnetz. Jedoch sind die Verhältnisse hier von Siedlung zu Siedlung sehr unterschiedlich. Siehe auch: Verstädterung in Entwicklungsländern.

## Wirtschaft
Wegen der schlechten Verkehrsanbindung von Port Moresby auf der einen und der guten Verkehrsanbindung von Lae auf der anderen Seite, hat Lae in einigen Wirtschafts- und Industriezweigen Port Moresby den Rang abgelaufen.

## Städtepartnerschaft
- Cairns, Australien (Queensland) seit 1984

## Söhne der Stadt
- Paul Grabowsky (* 1958), Jazzmusiker
- Justin Wellington (* 1978), Reggae-Sänger
- Raymond Gunemba (* 1986), Fußballspieler
- Alwin Komolong (* 1995), Fußballspieler
- Leonie Beu (* 1998), Sprinterin